# Pietro di Niccolò Duia
Pietro di Niccolò Duia  (nachweisbar von 1520 bis 1529 in Venedig) war ein italienischer Maler.

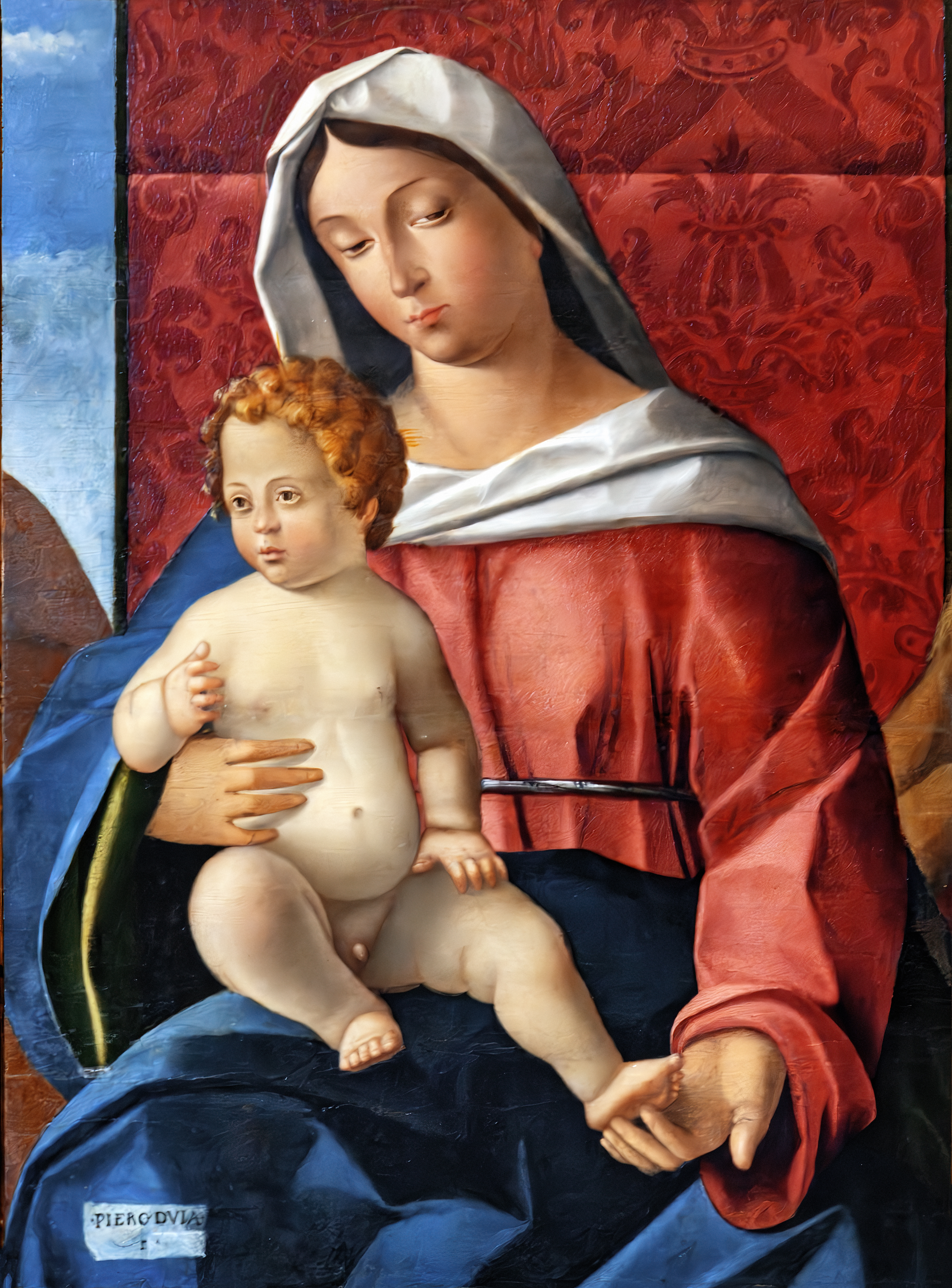
Maria mit dem Kinde Venedig, Museo Correr

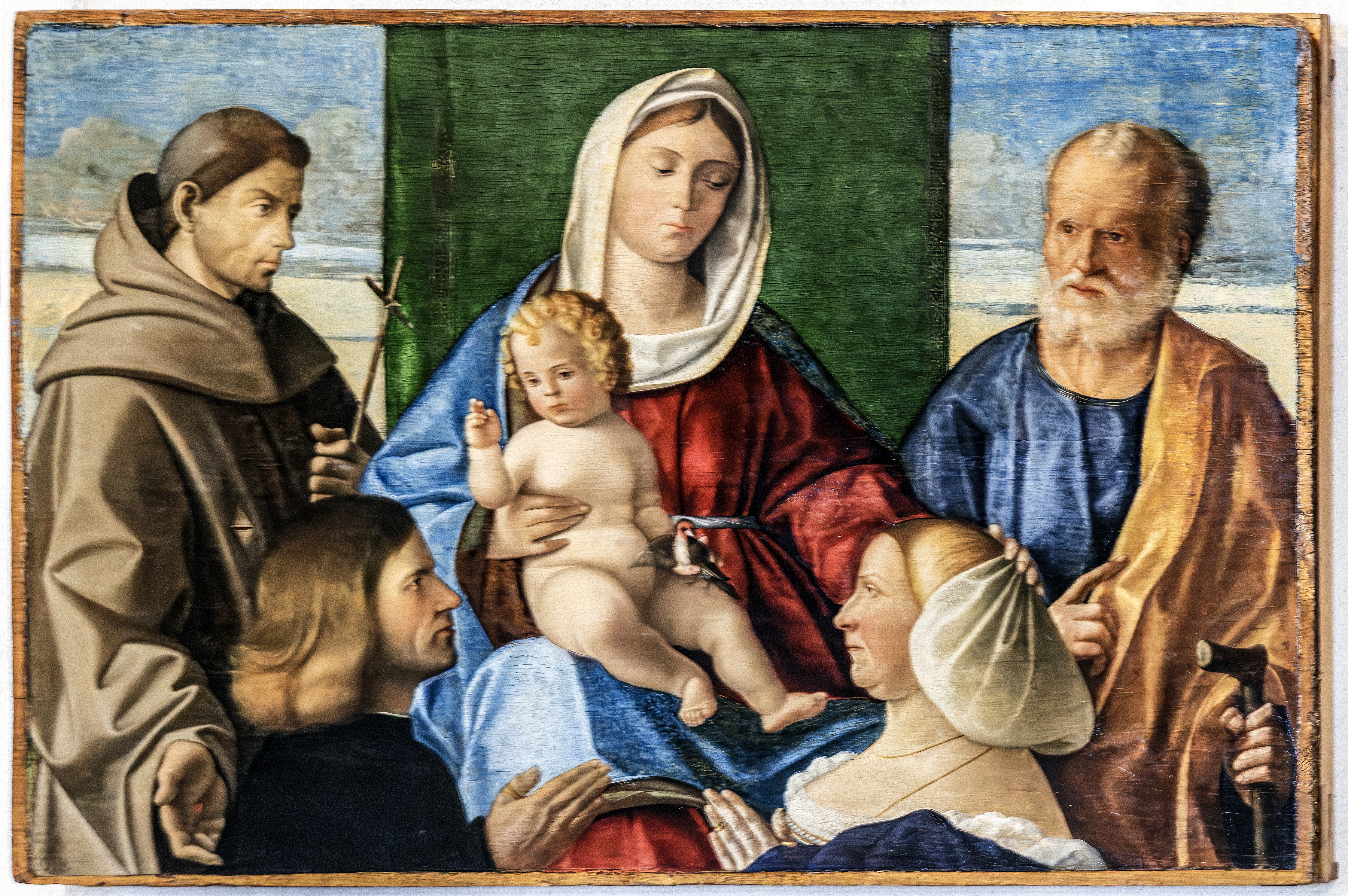
Maria mit dem Kinde, dem heiligen Franz von Assisi, Joseph und einem Stifterpaar Venedig, Museo Correr

Pietro di Niccolò Duia war ein mäßig begabter venezianischer Maler aus der Nachfolge des Giovanni Bellini, dessen Werke einen deutlichen Einfluss durch Vincenzo Catena zeigen. Herkunft und Werdegang sind unbekannt. Vermutungen, dass er mit einem der beiden, ebenfalls in Venedig dokumentierten Matteo Duia verwandt war, lassen sich durch nichts belegen.
Er wird erstmals 1520 urkundlich erwähnt, als er zusammen mit Antonio da Treviso ein Mosaik des Vincenzo dal Mosaico begutachtete. Für die Jahre 1525 und 1529 wird er als Dekorateur von Wahlurnen genannt.
Bis heute kann man ihm zwei signierte Werke mit Sicherheit zuschreiben. Von diesen ausgehend, weist ihm die moderne Kunstwissenschaft weitere Werke zu. Dabei handelt es sich zum größten Teil um Madonnenbilder.

## Ausgewählte Werke
- Allentown (Pennsylvania), Allentown Art Museum
  - Maria mit dem Kinde, einer Märtyrin und einem Stifter  (wird auch dem Pietro degli Ingannati zugeschrieben)
- Berlin, Gemäldegalerie
  - Maria mit dem Kinde und einem Stifter.
- Florenz, Galleria degli Uffizi
  - Maria mit dem Kinde, dem Heiligen Petrus und Stifterin.
- Mailand, Castello Sforzesco
  - Maria mit dem Kinde und vier Heiligen.
- Rom, Pinacoteca Capitolina
  - Maria mit dem Kinde und den Heiligen Katharina, Lucia und Petrus.
- Sebenico, San Lorenzo
  - Thronende Virgo lactans.
- Venedig, Galleria Fandazione Querini Stampalia
  - Maria mit dem Kinde und dem heiligen Johannes dem Täufer.
- Venedig, Museo Correr
  - Maria mit dem Kinde.
  - Maria mit dem Kinde, dem heiligen Franz von Assisi, Joseph und einem Stifterpaar.
- Venedig, San Fantin
  - Die heilige Familie.
- Vicenza, Museo Civico - Pinacoteca di Palazzo Chiericati
  - Maria mit dem Kinde.
- Verbleib unbekannt
  - Bildnis eines Mannes  (ehemals in Wiener Privatbesitz) 
  - Maria mit dem Kinde  (ehemals Kunsthandlung Julius Böhler in Luzern) 
  - Maria mit dem Kinde und den Heiligen Leonhard und Ursula.  (am 24. Mai 1963 bei Christie’s in London versteigert) 
  - Maria mit dem Kinde und den Heiligen Johannes des Täufers und Petrus.  (am 26. April 1970 bei Christie’s in London versteigert)